# Police Quest
Police Quest è una serie di avventure grafiche prodotte e sviluppate da Sierra On-Line tra il 1987 e il 1993. La serie originale è formata da tre avventure grafiche sviluppate dal poliziotto Jim Walles, il quarto titolo è stato sviluppato da Daryl F. Gates. In seguito vennero sviluppati due titoli che per usando il titolo Police Quest utilizzano anche il titolo SWAT. Questi sono due videogiochi strategici in tempo reale e vengono inseriti anche nella serie SWAT dato che sono considerati il punto di congiunzione tra le due serie.

## Videogiochi
- Police Quest: In Pursuit of the Death Angel (1987, aggiornato nel 1992)
- Police Quest II: The Vengeance (1988)
- Police Quest III: The Kindred (1990)
- Daryl F. Gates' Police Quest: Open Season (1993)
- Daryl F. Gates' Police Quest: SWAT (1995, RTS)
- Police Quest: SWAT 2 (1998, RTS)